# Federico Uhrbach
Pour les articles homonymes, voir Uhrbach.
Federico Uhrbach Campuzano, né le 1er octobre 1873 à Matanzas (Cuba) et mort le 31 juillet 1932 à La Havane, est un poète cubain. Il est le frère cadet de Carlos Pío Uhrbach, également poète.